# Olympische Jugend-Sommerspiele 2018/Beachhandball/Spanien Jungen

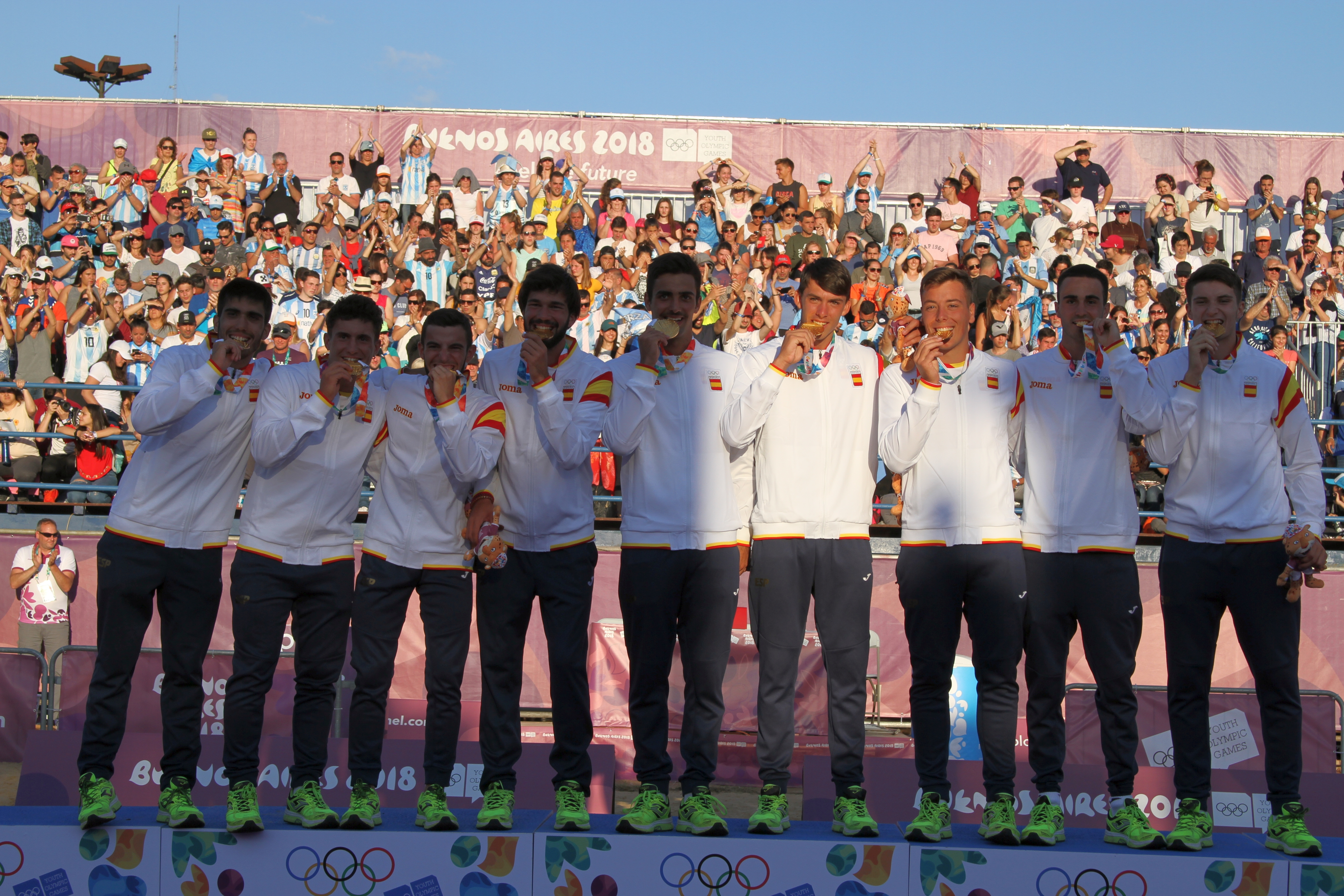
Spanien bei der Siegerehrung mit den Goldmedaillen

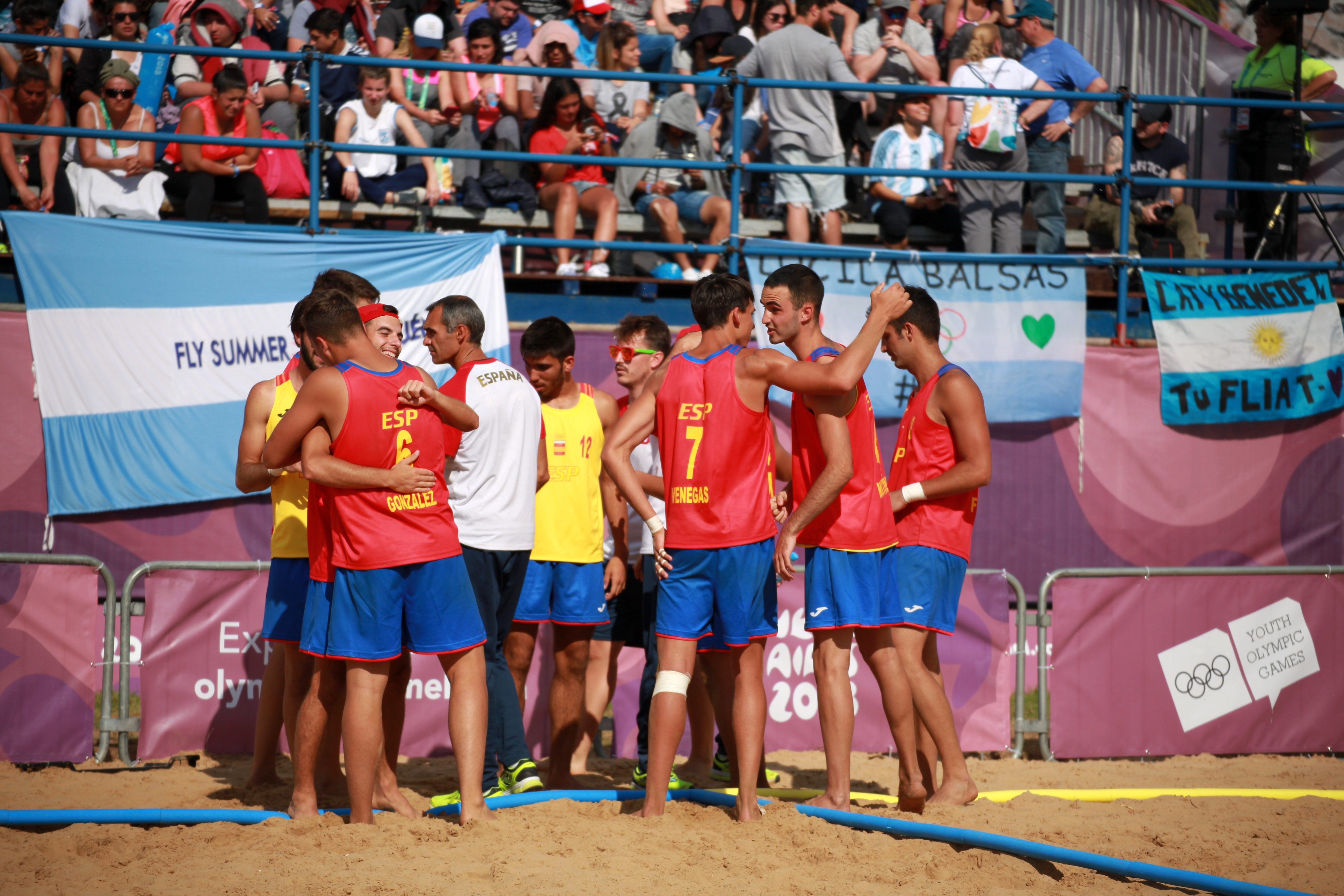
Das spanische Team schwört sich vor dem Finale ein

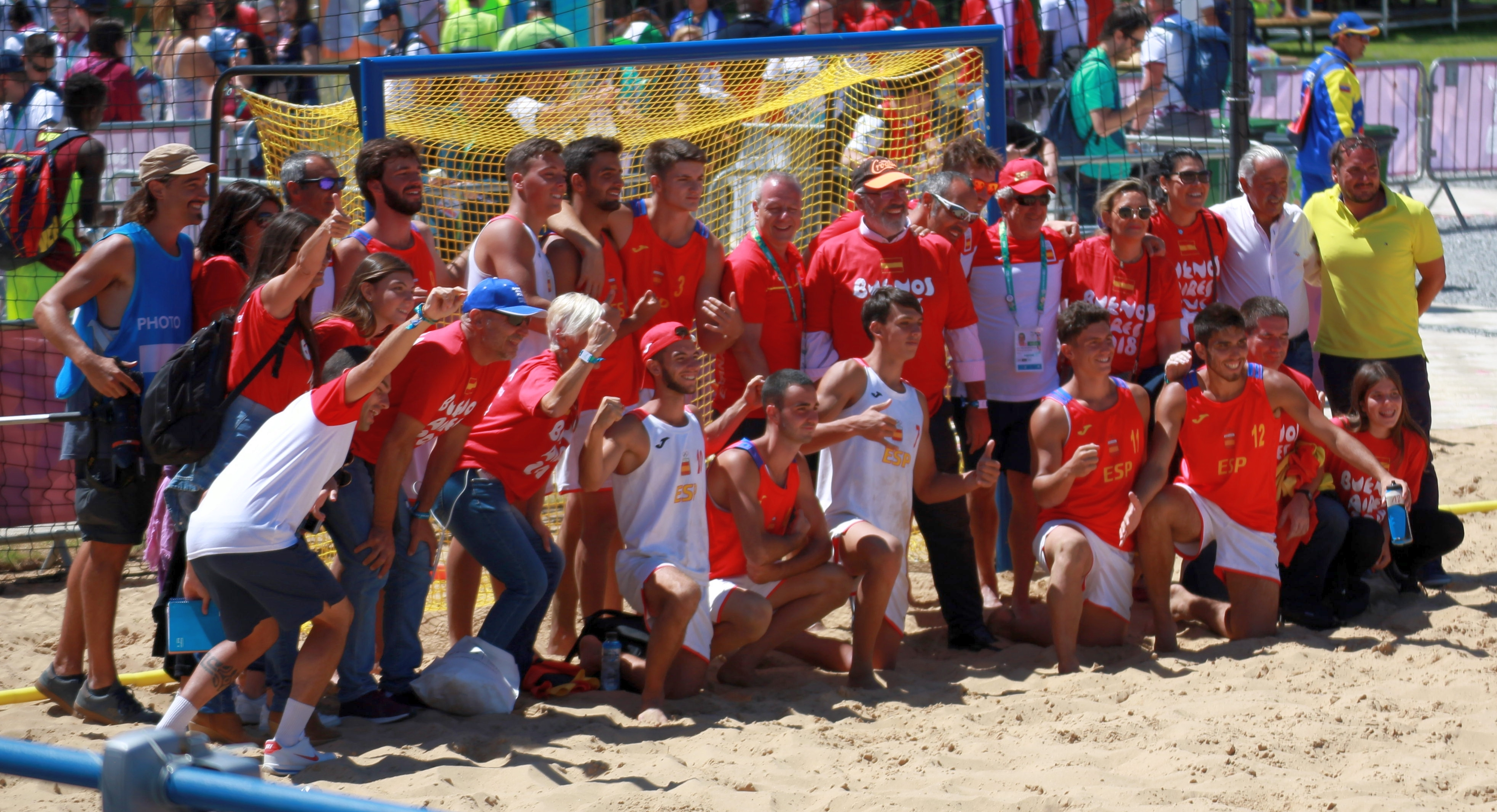
Die spanische Mannschaft mit Angehörigen nach dem letzten Vorrundenspiel gegen Venezuela

Die Spanische Junioren-Nationalmannschaft der Jungen im Beachhandball nahm als eines der Favoritenteams an den Olympischen Jugend-Sommerspiele 2018 in Buenos Aires teil, wo Beachhandball zum ersten Mal olympisch gespielt wurde. Die Mannschaft der Real Federación Española de Balonmano gewann dabei die Goldmedaille und damit den ersten olympischen Titel in dieser Sportart.
Spanien qualifizierte sich qualifizierte sich zunächst im Juni 2017 bei den Junioreneuropameisterschaften in Zagreb als Sieger sicher für die einen Monat später in Flic-en-Flac auf Mauritius erstmals ausgetragenen Juniorenweltmeisterschaften. Dort gewann das spanische Jungenteam in Abwesenheit des Topfavoriten aus Brasilien im Finale gegen Italien den Titel und qualifizierte sich damit als bestes männliches europäisches Team für die Jugendspiele.
In Buenos Aires startete die spanische Mannschaft etwas zurückhaltend in das Turnier und gewann das erste Spiel gegen Außenseiter Thailand erst im Shootout. Nach einem sicheren Sieg gegen Uruguay folgte eine Niederlage im Shootout gegen Ungarn, obwohl Spanien in der Addition mehr Punkte erzielt hatte. Nach zwei deutlichen Siegen über Chinesisch Taipeh (Taiwan) und Venezuela zogen die Südeuropäer als Zweitplatzierte hinter den Verlustpunktfreien Ungarn in die Hauptrunde. Dort wurde zunächst Kroatien klar, danach Gastgeber Argentinien knapp in je zwei Durchgängen und zum Abschluss Portugal im Shootout besiegt. Mit erneut achte Punkte und nun als Tabellenerster zog Spanien in die Halbfinalspiele ein. Hier traf man erneut auf Kroaten, das nach einer Niederlage im ersten Satz und einem deutlichen Sieg im zweiten Satz im Shootout mit 7:6 bezwungen wurde. Im Finale trafen die Spanier wiederum auf die Vertretung aus ihrem Nachbarland Portugal. Nachdem Spanien den ersten Durchgang noch mit fünf Punkten Vorsprung gewonnen hatte, musste man unter den Augen von Thomas Bach im zweiten Durchgang eine zwei-Punkte-Niederlage hinnehmen. Es folgte erneut ein Shootout, in dem sich Spanien 9:6 durchsetzen konnte, den entscheiden Treffer erzielte mit einem sicheren Ein-Punktewurf der Specialist Sergio Pérez Manzanares.

## Technische Angaben

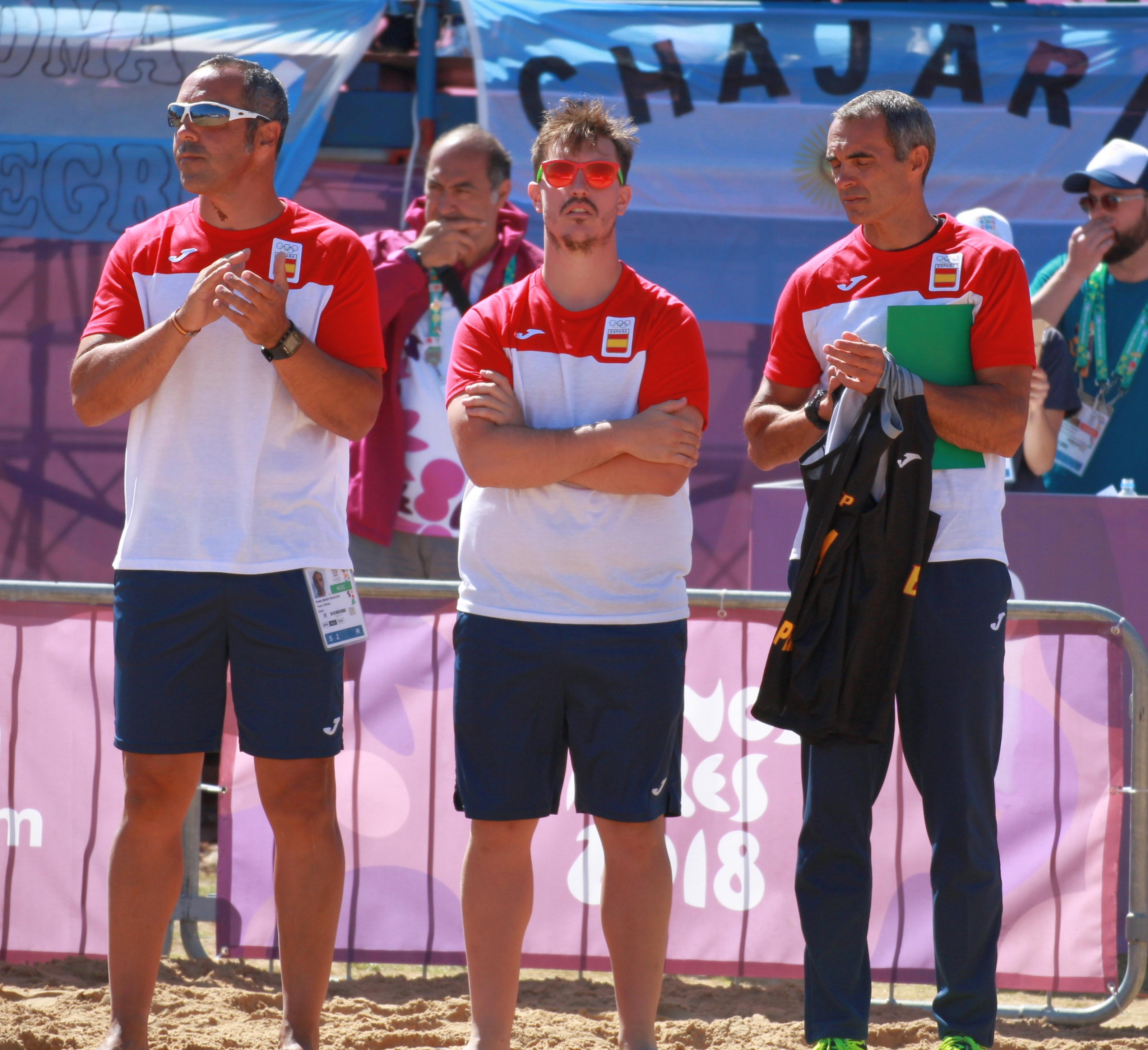
Das spanische Trainer- und Betreuerteam: Pedro Bago Rascón (links) und Sebastián „Chano“ Hernández (rechts)

Trainer der Mannschaft war Pedro Bago Rascón, Betreuer war Sebastián Andrés Hernández López, José María Calvillo Roda war Mannschaftsarzt.
Trikotsätze:

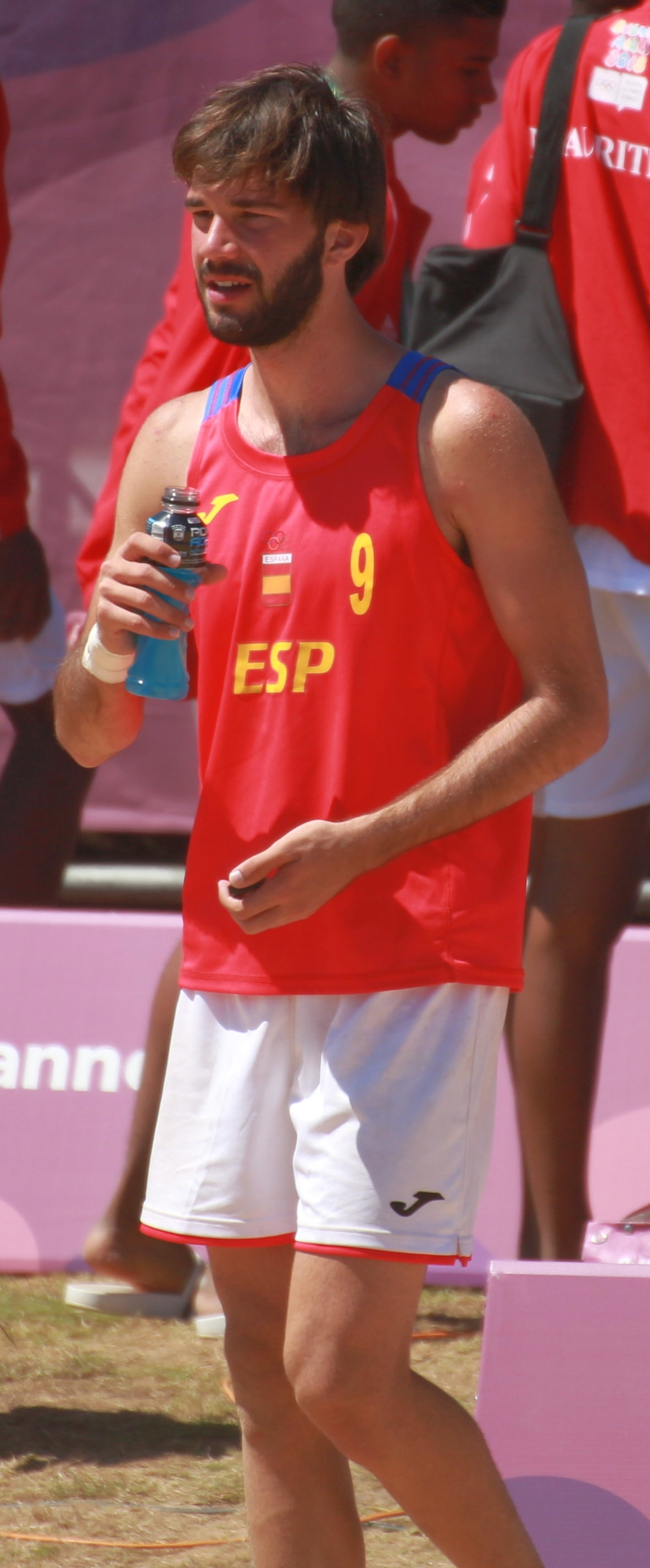
Guillermo García-Cabañas Carques im Standardtrikot
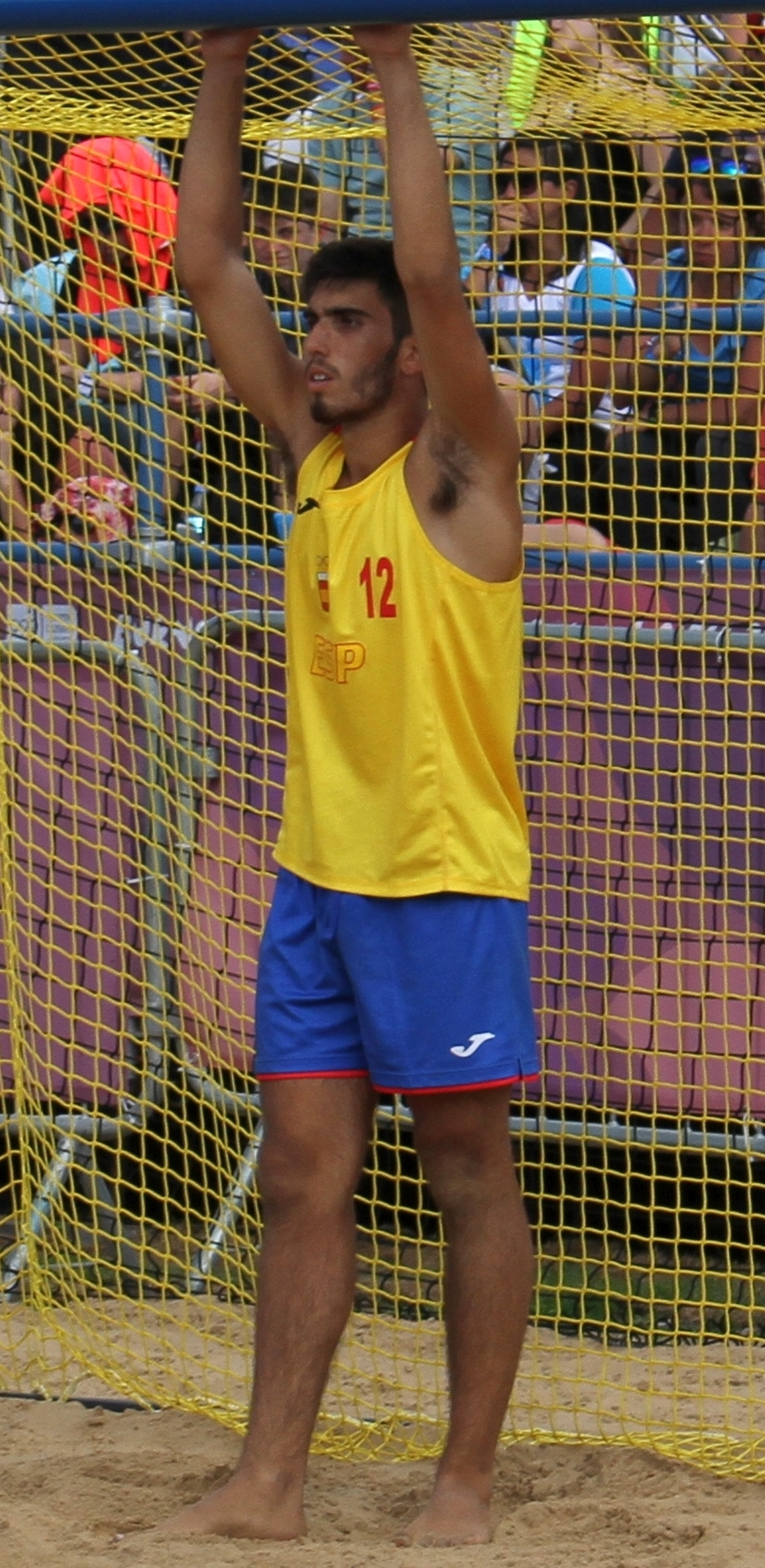
Pedro Rodríguez Serrano im Standardtrikot Torhüter und Specialists
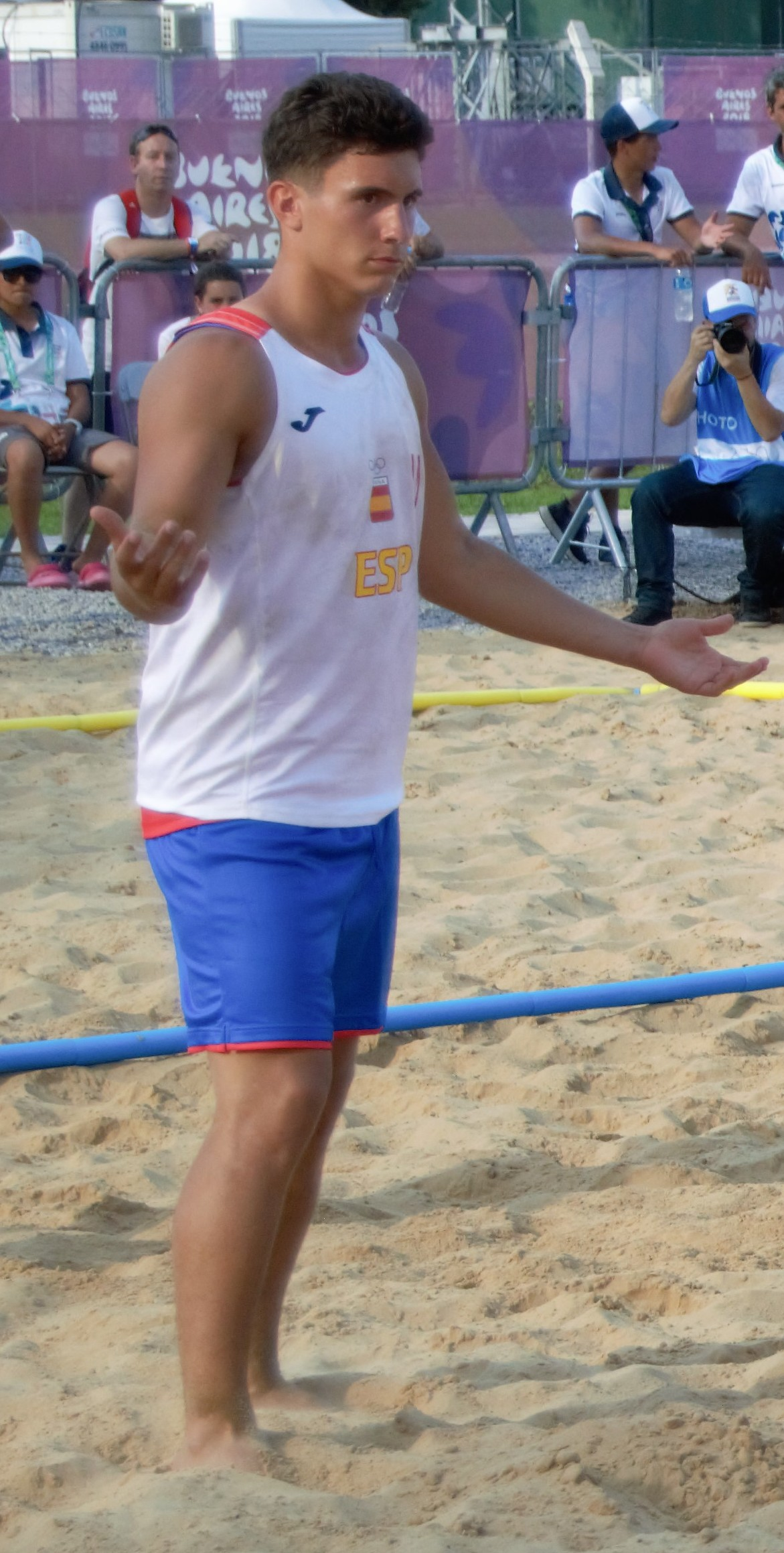
Sergio Pérez Manzanares im Ausweichtrikot, auch genutzt als Ausweichtrikot für die Torhüter und Specialists
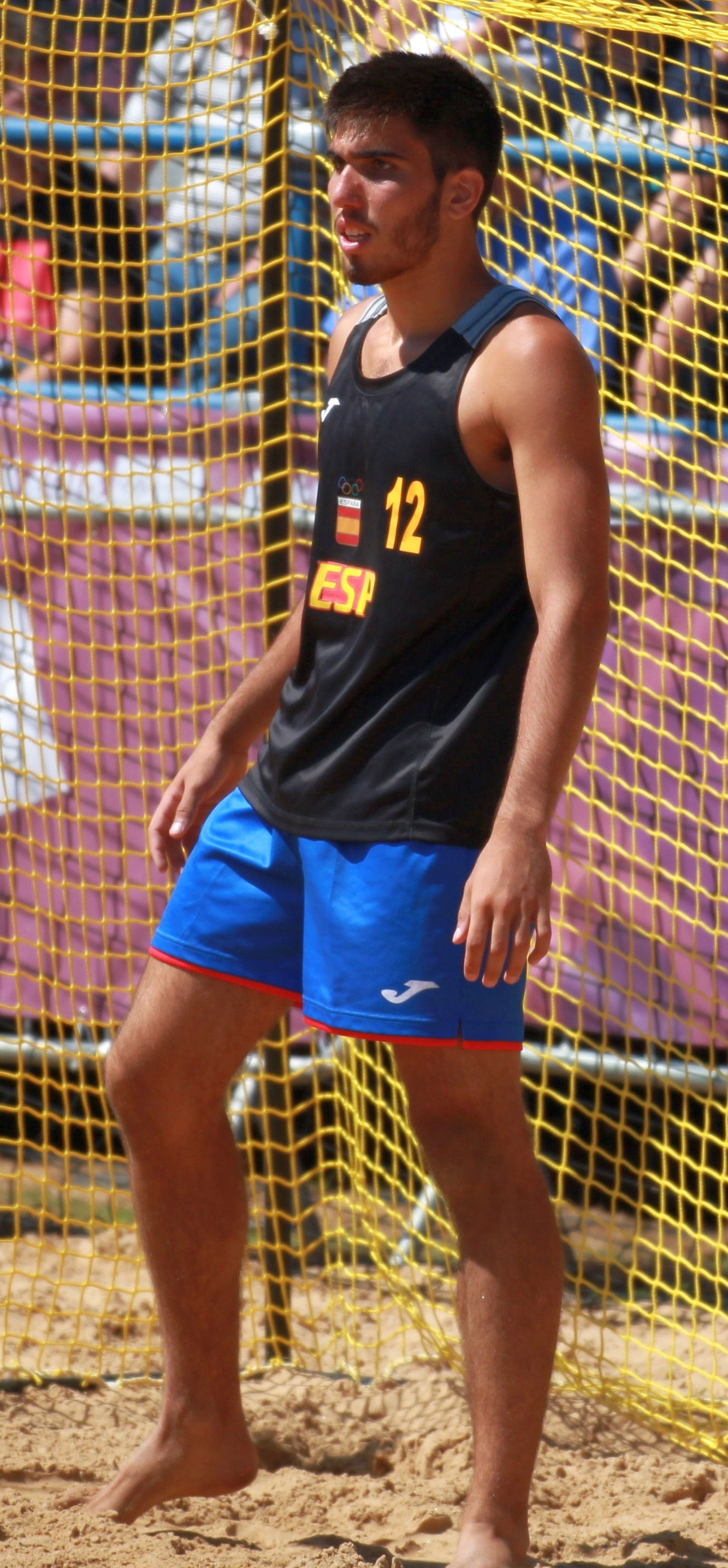
Pedro Rodríguez Serrano im Ausweichtrikot Torhüter und Specialists
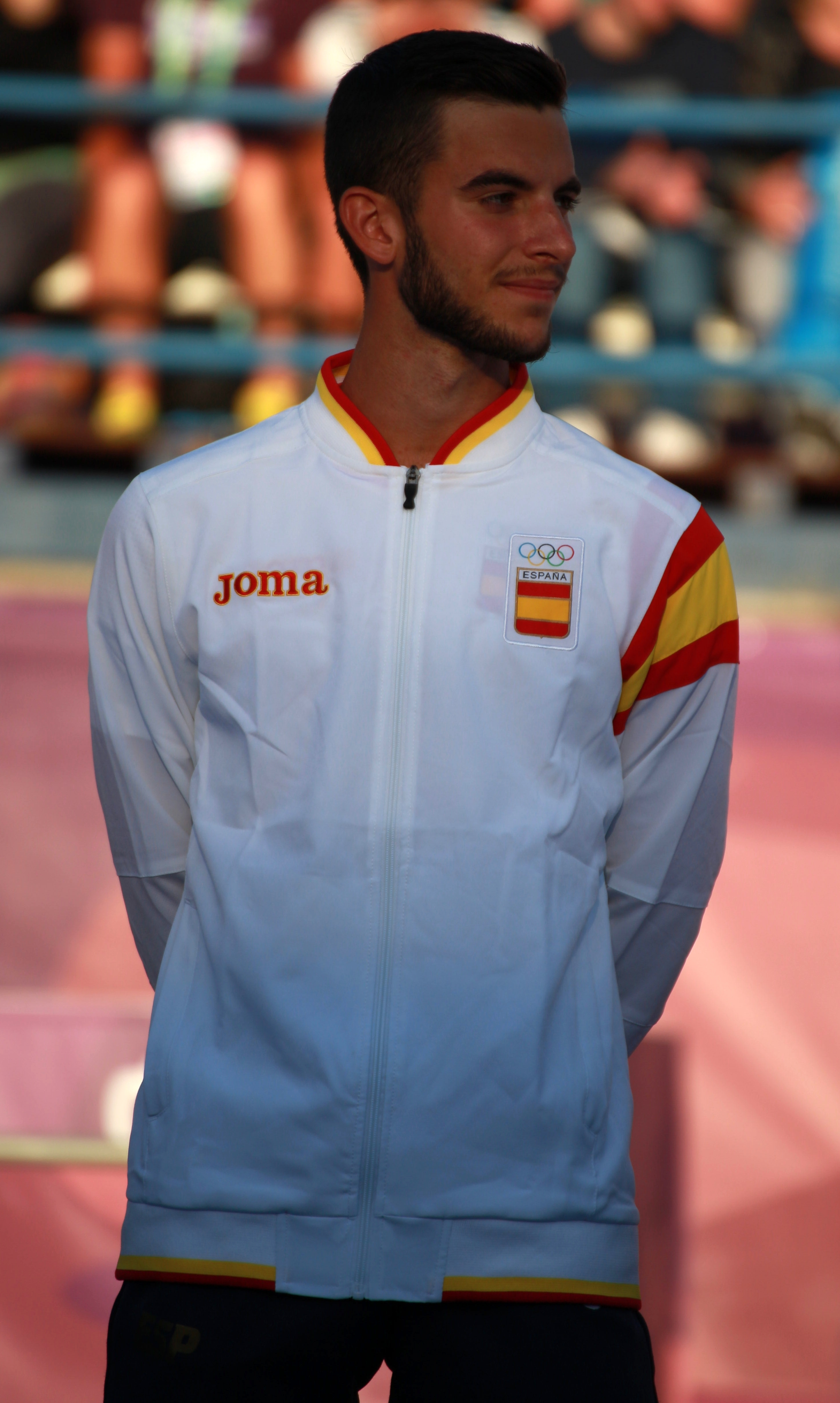
Adrián Bandera Fernández in Ausgehmontur

## Spiele

### Gruppe A
| Rang | Land              | Spiele | Tore    | Punkte |
| ---- | ----------------- | ------ | ------- | ------ |
| 1    | Ungarn            | 5      | 209:189 | 10     |
| 2    | Spanien           | 5      | 220:163 | 8      |
| 3    | Thailand          | 5      | 226:209 | 6      |
| 4    | Venezuela         | 5      | 195:188 | 4      |
| 5    | Chinesisch Taipeh | 5      | 176:214 | 2      |
| 6    | Uruguay           | 5      | 157:220 | 0      |

| M01 | 8. Oktober 2018, 12:30 Uhr  | Spanien           | – | Thailand  | 48:41 (2:1 – 16:10, 22:23, 10:8) |
| M04 | 8. Oktober 2018, 17:00 Uhr  | Uruguay           | – | Spanien   | 0:2 (20:42 – 8:20, 12:22)        |
| M09 | 9. Oktober 2018, 10:00 Uhr  | Spanien           | – | Ungarn    | 1:2 (43:40 – 16:17, 21:16, 6:7)  |
| M11 | 9. Oktober 2018, 14:30 Uhr  | Chinesisch Taipeh | – | Spanien   | 0:2 (32:45 – 16:26, 16:19)       |
| M13 | 10. Oktober 2018, 12:30 Uhr | Spanien           | – | Venezuela | 2:0 (42:30 – 22:18, 20:12)       |

### Hauptrunde
| Rang | Land        | Spiele | Tore    | Punkte |
| ---- | ----------- | ------ | ------- | ------ |
| 1    | Spanien     | 5      | 230:198 | 8      |
| 2    | Argentinien | 5      | 235:225 | 6      |
| 3    | Portugal    | 5      | 194:187 | 4      |
| 4    | Kroatien    | 5      | 195:210 | 4      |
| 5    | Thailand    | 5      | 230:241 | 4      |
| 6    | Ungarn      | 5      | 202:225 | 4      |

| M32 | 11. Oktober 2018, 11:40 Uhr | Spanien | – | Kroatien    | 2:0 (52:36 – 26:20, 26:16)      |
| M35 | 11. Oktober 2018, 17:00 Uhr | Spanien | – | Argentinien | 2:0 (41:38 – 20:18, 21:20)      |
| M37 | 12. Oktober 2018, 10:50 Uhr | Spanien | – | Portugal    | 2:1 (46:42 – 21:20, 16:17, 9:6) |

### Halbfinale und Finale
| Halbfinale 2 |                             |         |   |          |                                 |
| M50          | 13. Oktober 2018, 10:20 Uhr | Spanien | – | Kroatien | 2:1 (52:47 – 20:23, 25:18, 7:6) |

| Finale |                             |          |   |         |                                 |
| M56    | 13. Oktober 2018, 15:50 Uhr | Portugal | – | Spanien | 1:2 (38:44 – 14:19, 18:16, 6:9) |

## Spieler

### Domingo Jesús Luis Mosquera
- Nummer: 3
- Name auf dem Shorts: LUIS
- Spielposition(en): rechter Flügel
- Verein: SD Teucro, Pontevedra
- Geburtsdatum: 7. Dezember 2000
- Größe: 1,91 Meter

| Gegner            | Punkte und Würfe | Punkte und Würfe | Punkte und Würfe | Punkte und Würfe | Versuche und Treffer | Versuche und Treffer | Versuche und Treffer | Versuche und Treffer | Versuche und Treffer | Versuche und Treffer | Versuche und Treffer | Torhüter | Torhüter | Torhüter | Torhüter | Strafen | Strafen | Strafen | Technik | Technik | Technik | Technik     | Technik  | Technik |
| Gegner            | Punkte           | Tore             | Würfe            | %                | 1-Pt All             | 1-Pt Spin            | Spin                 | In-flight            | Spec                 | Dir Goal             | Pen                  | Sav      | Shots    | %        | Sav Pen  | SUS     | D       | DR      | Ass     | Steal   | Block   | Rec 6m Foul | Pen Foul | TO      |
| ----------------- | ---------------- | ---------------- | ---------------- | ---------------- | -------------------- | -------------------- | -------------------- | -------------------- | -------------------- | -------------------- | -------------------- | -------- | -------- | -------- | -------- | ------- | ------- | ------- | ------- | ------- | ------- | ----------- | -------- | ------- |
| Thailand          | 8                | 4                | 8                | 50               |                      |                      | 4/8                  |                      |                      |                      |                      |          |          |          |          |         |         |         | 1       |         |         |             |          | 1       |
| Uruguay           | 2                | 1                | 3                | 33               |                      |                      | 1/3                  |                      |                      |                      |                      |          |          |          |          | 2:56    |         |         | 1       |         |         |             |          | 1       |
| Ungarn            | 8                | 4                | 10               | 40               |                      |                      | 4/10                 |                      |                      |                      |                      |          |          |          |          |         |         |         | 1       |         |         | 1           |          | 1       |
| Chinesisch Taipeh | 12               | 6                | 9                | 67               |                      |                      | 4/6                  | 2/3                  |                      |                      |                      |          |          |          |          |         |         |         | 3       |         | 1       |             |          |         |
| Venezuela         | 9                | 5                | 7                | 71               | 1/1                  | 1/1                  | 4/6                  |                      |                      |                      |                      |          |          |          |          |         |         |         | 2       |         |         |             | 1        |         |
| Kroatien          | 14               | 7                | 9                | 78               | 0/1                  |                      | 6/7                  | 1/1                  |                      |                      |                      |          |          |          |          | 17:56   |         |         | 4       |         |         | 1           | 1        |         |
| Argentinien       | 10               | 5                | 10               | 50               |                      |                      | 3/8                  | 1/1                  | 1/1                  |                      |                      |          |          |          |          |         |         |         |         |         |         |             |          | 1       |
| Portugal          | 10               | 5                | 6                | 83               |                      |                      | 5/6                  |                      |                      |                      |                      |          |          |          |          | 6:10    |         |         | 1       |         |         |             | 1        | 1       |
| Kroatien          | 20               | 10               | 13               | 77               |                      |                      | 10/13                |                      |                      |                      |                      |          |          |          |          |         |         |         | 4       |         |         | 1           |          |         |
| Portugal          | 14               | 7                | 11               | 64               |                      |                      | 7/11                 |                      |                      |                      |                      |          |          |          |          | 7:20    |         |         |         |         |         |             | 2        | 2       |
| Gesamt            | 107              | 54               | 86               | 63               | 1/2                  | 1/1                  | 48/78                | 4/5                  | 1/1                  |                      |                      |          |          |          |          | 4       |         |         | 17      |         | 1       | 3           | 5        | 7       |

### David Martínez Rodríguez
- Nummer: 4
- Name auf dem Shorts: MARTINEZ
- Spielposition(en): Pivot
- Verein: BM Safa, Madrid
- Geburtsdatum: 3. Februar 2001
- Größe: 1,93 Meter

| Gegner            | Punkte und Würfe | Punkte und Würfe | Punkte und Würfe | Punkte und Würfe | Versuche und Treffer | Versuche und Treffer | Versuche und Treffer | Versuche und Treffer | Versuche und Treffer | Versuche und Treffer | Versuche und Treffer | Torhüter | Torhüter | Torhüter | Torhüter | Strafen | Strafen | Strafen | Technik | Technik | Technik | Technik     | Technik  | Technik |
| Gegner            | Punkte           | Tore             | Würfe            | %                | 1-Pt All             | 1-Pt Spin            | Spin                 | In-flight            | Spec                 | Dir Goal             | Pen                  | Sav      | Shots    | %        | Sav Pen  | SUS     | D       | DR      | Ass     | Steal   | Block   | Rec 6m Foul | Pen Foul | TO      |
| ----------------- | ---------------- | ---------------- | ---------------- | ---------------- | -------------------- | -------------------- | -------------------- | -------------------- | -------------------- | -------------------- | -------------------- | -------- | -------- | -------- | -------- | ------- | ------- | ------- | ------- | ------- | ------- | ----------- | -------- | ------- |
| Thailand          | 10               | 5                | 6                | 83               |                      |                      | 2/3                  |                      |                      |                      | 3/3                  |          |          |          |          |         |         |         | 6       |         |         |             |          |         |
| Uruguay           | 6                | 3                | 3                | 100              |                      |                      | 1/1                  | 1/1                  |                      |                      | 1/1                  |          |          |          |          | 8:41    |         |         |         |         |         | 1           |          | 2       |
| Ungarn            | 5                | 3                | 6                | 50               | 1/1                  |                      | 0/2                  |                      |                      |                      | 2/3                  |          |          |          |          | 11:19   |         |         | 4       |         |         |             |          | 1       |
| Chinesisch Taipeh | 4                | 2                | 3                | 67               |                      |                      | 1/2                  | 1/1                  |                      |                      |                      |          |          |          |          |         |         |         | 4       |         |         |             |          |         |
| Venezuela         | 2                | 1                | 1                | 100              |                      |                      |                      |                      |                      |                      | 1/1                  |          |          |          |          |         |         |         | 1       |         |         |             |          | 3       |
| Kroatien          | 8                | 4                | 5                | 80               |                      |                      | 3/4                  | 1/1                  |                      |                      |                      |          |          |          |          |         |         |         | 2       |         |         |             |          | 1       |
| Argentinien       | 4                | 2                | 2                | 100              |                      |                      |                      | 2/2                  |                      |                      |                      |          |          |          |          |         |         |         | 1       |         |         |             |          |         |
| Portugal          | 2                | 1                | 1                | 100              |                      |                      | 1/1                  |                      |                      |                      |                      |          |          |          |          |         |         |         | 4       |         |         |             |          | 1       |
| Kroatien          | 9                | 5                | 7                | 71               | 1/1                  |                      | 3/5                  | 1/1                  |                      |                      |                      |          |          |          |          |         |         |         | 6       |         |         | 1           |          |         |
| Portugal          | 2                | 1                | 1                | 100              |                      |                      | 1/1                  |                      |                      |                      |                      |          |          |          |          |         |         |         | 1       |         |         |             |          | 1       |
| Gesamt            | 52               | 27               | 35               | 77               | 2/2                  |                      | 12/19                | 6/6                  |                      |                      | 7/8                  |          |          |          |          | 2       |         |         | 29      |         |         | 2           |          | 9       |

### Carlos González Villegas
- Nummer: 6
- Name auf dem Shorts: GONZALEZ
- Spielposition(en): GONZALEZ
- Verein: ARS Palma del Río
- Geburtsdatum: 14. September 2000
- Größe: 1,91 Meter

| Gegner            | Punkte und Würfe | Punkte und Würfe | Punkte und Würfe | Punkte und Würfe | Versuche und Treffer | Versuche und Treffer | Versuche und Treffer | Versuche und Treffer | Versuche und Treffer | Versuche und Treffer | Versuche und Treffer | Torhüter | Torhüter | Torhüter | Torhüter | Strafen | Strafen | Strafen | Technik | Technik | Technik | Technik     | Technik  | Technik |
| Gegner            | Punkte           | Tore             | Würfe            | %                | 1-Pt All             | 1-Pt Spin            | Spin                 | In-flight            | Spec                 | Dir Goal             | Pen                  | Sav      | Shots    | %        | Sav Pen  | SUS     | D       | DR      | Ass     | Steal   | Block   | Rec 6m Foul | Pen Foul | TO      |
| ----------------- | ---------------- | ---------------- | ---------------- | ---------------- | -------------------- | -------------------- | -------------------- | -------------------- | -------------------- | -------------------- | -------------------- | -------- | -------- | -------- | -------- | ------- | ------- | ------- | ------- | ------- | ------- | ----------- | -------- | ------- |
| Thailand          | 0                | 0                | 2                | 0                |                      |                      | 0/2                  |                      |                      |                      |                      |          |          |          |          | 13:16   |         |         | 2       |         | 1       |             |          | 1       |
| Uruguay           |                  |                  |                  |                  |                      |                      |                      |                      |                      |                      |                      |          |          |          |          |         |         |         | 3       | 2       | 2       |             |          | 1       |
| Ungarn            |                  |                  |                  |                  |                      |                      |                      |                      |                      |                      |                      |          |          |          |          |         |         |         |         |         |         |             |          |         |
| Chinesisch Taipeh | 2                | 1                | 1                | 100              |                      |                      | 1/1                  |                      |                      |                      |                      |          |          |          |          | 18:46   |         |         |         |         | 1       |             | 1        | 1       |
| Venezuela         | 2                | 1                | 3                | 33               |                      |                      |                      | 0/2                  |                      |                      | 1/1                  |          |          |          |          | 10:22   |         |         |         |         |         |             | 1        | 1       |
| Kroatien          | 4                | 2                | 2                | 100              |                      |                      |                      |                      |                      |                      | 2/2                  |          |          |          |          |         |         |         |         |         |         |             | 2        |         |
| Argentinien       |                  |                  |                  |                  |                      |                      |                      |                      |                      |                      |                      |          |          |          |          | 13:26   |         |         | 1       |         |         |             | 1        |         |
| Portugal          | 6                | 3                | 4                | 75               |                      |                      | 1/2                  |                      |                      |                      | 2/2                  |          |          |          |          | 11:56   | 15:56   |         |         |         |         |             | 1        |         |
| Kroatien          | 4                | 2                | 2                | 100              |                      |                      |                      |                      |                      |                      | 2/2                  |          |          |          |          |         |         |         |         |         | 2       |             |          |         |
| Portugal          | 4                | 2                | 2                | 100              |                      |                      |                      |                      |                      |                      | 2/2                  |          |          |          |          | 17:05   |         |         |         |         | 1       |             | 1        |         |
| Gesamt            | 22               | 11               | 16               | 69               |                      |                      | 2/5                  | 0/2                  |                      |                      | 9/9                  |          |          |          |          | 6       | 1       |         | 6       | 2       | 7       |             | 7        | 4       |

### Sergio José Venegas Rodríguez
- Nummer: 7
- Name auf dem Shorts: VENEGAS
- Spielposition(en): linker Flügel
- Verein: BM Malaga
- Geburtsdatum: 21. April 2001
- Größe: 1,93 Meter

| Gegner            | Punkte und Würfe | Punkte und Würfe | Punkte und Würfe | Punkte und Würfe | Versuche und Treffer | Versuche und Treffer | Versuche und Treffer | Versuche und Treffer | Versuche und Treffer | Versuche und Treffer | Versuche und Treffer | Torhüter | Torhüter | Torhüter | Torhüter | Strafen | Strafen | Strafen | Technik | Technik | Technik | Technik     | Technik  | Technik |
| Gegner            | Punkte           | Tore             | Würfe            | %                | 1-Pt All             | 1-Pt Spin            | Spin                 | In-flight            | Spec                 | Dir Goal             | Pen                  | Sav      | Shots    | %        | Sav Pen  | SUS     | D       | DR      | Ass     | Steal   | Block   | Rec 6m Foul | Pen Foul | TO      |
| ----------------- | ---------------- | ---------------- | ---------------- | ---------------- | -------------------- | -------------------- | -------------------- | -------------------- | -------------------- | -------------------- | -------------------- | -------- | -------- | -------- | -------- | ------- | ------- | ------- | ------- | ------- | ------- | ----------- | -------- | ------- |
| Thailand          | 16               | 8                | 12               | 67               | 0/1                  |                      | 6/8                  | 2/3                  |                      |                      |                      |          |          |          |          | 6:30    |         |         | 4       |         |         | 2           |          | 1       |
| Uruguay           | 12               | 6                | 9                | 67               |                      |                      | 3/5                  | 3/4                  |                      |                      |                      |          |          |          |          |         |         |         | 1       |         |         |             | 1        | 1       |
| Ungarn            | 12               | 7                | 8                | 88               | 2/2                  |                      | 5/6                  |                      |                      |                      |                      |          |          |          |          |         |         |         | 2       |         |         |             |          |         |
| Chinesisch Taipeh | 16               | 8                | 13               | 62               |                      |                      | 7/12                 | 1/1                  |                      |                      |                      |          |          |          |          | 0:45    |         |         | 2       |         |         |             | 1        |         |
| Venezuela         | 4                | 2                | 3                | 64               |                      |                      | 1/1                  | 1/2                  |                      |                      |                      |          |          |          |          | 9:50    |         |         | 5       | 1       | 1       | 2           | 1        | 3       |
| Kroatien          | 10               | 5                | 8                | 63               |                      |                      | 4/7                  | 1/1                  |                      |                      |                      |          |          |          |          |         |         |         | 1       |         |         |             |          |         |
| Argentinien       | 8                | 4                | 8                | 50               |                      |                      | 3/7                  | 1/1                  |                      |                      |                      |          |          |          |          |         |         |         |         |         |         |             |          | 2       |
| Portugal          | 13               | 7                | 9                | 78               | 1/1                  |                      | 3/5                  | 3/3                  |                      |                      |                      |          |          |          |          |         |         |         | 4       |         | 1       | 1           |          | 3       |
| Kroatien          | 10               | 5                | 6                | 83               |                      |                      | 5/6                  |                      |                      |                      |                      |          |          |          |          |         |         |         | 6       |         |         |             |          |         |
| Portugal          | 10               | 5                | 9                | 56               |                      |                      | 5/8                  | 0/1                  |                      |                      |                      |          |          |          |          |         |         |         | 1       |         |         |             |          |         |
| Gesamt            | 111              | 57               | 85               | 67               | 3/4                  |                      | 42/65                | 12/16                |                      |                      |                      |          |          |          |          | 3       |         |         | 26      | 1       | 2       | 5           | 3        | 10      |

### Pau Ferré Andreu
- Nummer: 8
- Name auf dem Shorts: FERRE
- Spielposition(en): Defensivspieler
- Verein: BM Granollers
- Geburtsdatum: 4. Oktober 2000
- Größe: 1,89 Meter

| Gegner            | Punkte und Würfe | Punkte und Würfe | Punkte und Würfe | Punkte und Würfe | Versuche und Treffer | Versuche und Treffer | Versuche und Treffer | Versuche und Treffer | Versuche und Treffer | Versuche und Treffer | Versuche und Treffer | Torhüter | Torhüter | Torhüter | Torhüter | Strafen | Strafen | Strafen | Technik | Technik | Technik | Technik     | Technik  | Technik |
| Gegner            | Punkte           | Tore             | Würfe            | %                | 1-Pt All             | 1-Pt Spin            | Spin                 | In-flight            | Spec                 | Dir Goal             | Pen                  | Sav      | Shots    | %        | Sav Pen  | SUS     | D       | DR      | Ass     | Steal   | Block   | Rec 6m Foul | Pen Foul | TO      |
| ----------------- | ---------------- | ---------------- | ---------------- | ---------------- | -------------------- | -------------------- | -------------------- | -------------------- | -------------------- | -------------------- | -------------------- | -------- | -------- | -------- | -------- | ------- | ------- | ------- | ------- | ------- | ------- | ----------- | -------- | ------- |
| Thailand          |                  |                  |                  |                  |                      |                      |                      |                      |                      |                      |                      |          |          |          |          |         |         |         | 1       |         | 1       | 1           | 2        |         |
| Uruguay           |                  |                  |                  |                  |                      |                      |                      |                      |                      |                      |                      |          |          |          |          |         |         |         |         | 3       | 1       |             |          |         |
| Ungarn            |                  |                  |                  |                  |                      |                      |                      |                      |                      |                      |                      |          |          |          |          | 7:43    |         |         |         |         |         |             | 1        |         |
| Chinesisch Taipeh |                  |                  |                  |                  |                      |                      |                      |                      |                      |                      |                      |          |          |          |          |         |         |         | 2       |         | 2       |             |          |         |
| Venezuela         |                  |                  |                  |                  |                      |                      |                      |                      |                      |                      |                      |          |          |          |          |         |         |         |         |         | 1       |             |          |         |
| Kroatien          |                  |                  |                  |                  |                      |                      |                      |                      |                      |                      |                      |          |          |          |          | 7:26    |         |         |         |         | 3       |             | 1        |         |
| Argentinien       |                  |                  |                  |                  |                      |                      |                      |                      |                      |                      |                      |          |          |          |          | 3:53    |         |         |         |         |         |             |          |         |
| Portugal          |                  |                  |                  |                  |                      |                      |                      |                      |                      |                      |                      |          |          |          |          |         |         |         |         |         | 3       |             |          |         |
| Kroatien          |                  |                  |                  |                  |                      |                      |                      |                      |                      |                      |                      | 0        | 1        | 0        |          |         |         |         |         | 1       |         |             |          |         |
| Portugal          |                  |                  |                  |                  |                      |                      |                      |                      |                      |                      |                      | 0        | 1        | 0        |          |         |         |         |         |         | 1       |             | 2        |         |
| Gesamt            |                  |                  |                  |                  |                      |                      |                      |                      |                      |                      |                      | 0        | 2        | 0        |          | 3       |         |         | 3       | 4       | 12      | 1           | 6        |         |

### Guillermo García-Cabañas Carques
- Nummer: 9
- Name auf dem Shorts: GARCIA-CABANAS
- Spielposition(en): Torhüter
- Verein: 4. Mai 2001
- Geburtsdatum: BM Safa, Madrid
- Größe: 1,88 Meter

| Gegner            | Punkte und Würfe | Punkte und Würfe | Punkte und Würfe | Punkte und Würfe | Versuche und Treffer | Versuche und Treffer | Versuche und Treffer | Versuche und Treffer | Versuche und Treffer | Versuche und Treffer | Versuche und Treffer | Torhüter | Torhüter | Torhüter | Torhüter | Strafen | Strafen | Strafen | Technik | Technik | Technik | Technik     | Technik  | Technik |
| Gegner            | Punkte           | Tore             | Würfe            | %                | 1-Pt All             | 1-Pt Spin            | Spin                 | In-flight            | Spec                 | Dir Goal             | Pen                  | Sav      | Shots    | %        | Sav Pen  | SUS     | D       | DR      | Ass     | Steal   | Block   | Rec 6m Foul | Pen Foul | TO      |
| ----------------- | ---------------- | ---------------- | ---------------- | ---------------- | -------------------- | -------------------- | -------------------- | -------------------- | -------------------- | -------------------- | -------------------- | -------- | -------- | -------- | -------- | ------- | ------- | ------- | ------- | ------- | ------- | ----------- | -------- | ------- |
| Thailand          |                  |                  |                  |                  |                      |                      |                      |                      |                      |                      |                      | 1        | 2        | 50       |          |         |         |         |         |         |         |             |          |         |
| Uruguay           |                  |                  |                  |                  |                      |                      |                      |                      |                      |                      |                      | 0        | 3        | 0        |          |         |         |         |         |         |         |             |          | 1       |
| Ungarn            | 2                | 1                | 1                | 100              |                      |                      |                      |                      |                      | 1/1                  |                      | 8        | 23       | 35       | 0/1      | 12:15   |         |         |         |         |         |             |          |         |
| Chinesisch Taipeh |                  |                  |                  |                  |                      |                      |                      |                      |                      |                      |                      | 6        | 22       | 27       | 0/1      |         |         |         |         |         |         |             |          |         |
| Venezuela         |                  |                  |                  |                  |                      |                      |                      |                      |                      |                      |                      | 9        | 23       | 39       | 1/3      |         |         |         | 2       |         |         |             |          |         |
| Kroatien          | 2                | 1                | 1                | 100              |                      |                      |                      |                      |                      | 1/1                  |                      | 2        | 10       | 20       | 0/1      |         |         |         |         |         |         |             |          |         |
| Argentinien       | 2                | 1                | 1                | 100              |                      |                      |                      |                      |                      | 1/1                  |                      | 1        | 10       | 10       | 0/1      |         |         |         |         |         |         |             |          |         |
| Portugal          | 0                | 0                | 1                | 0                |                      |                      | 0/1                  |                      |                      |                      |                      | 0        | 1        | 0        |          |         |         |         |         |         |         |             |          |         |
| Kroatien          | 0                | 0                | 1                | 0                |                      |                      |                      |                      |                      | 0/1                  |                      | 2        | 9        | 22       |          |         |         |         |         |         |         |             |          |         |
| Portugal          |                  |                  |                  |                  |                      |                      |                      |                      |                      |                      |                      | 1        | 3        | 33       | 1/2      |         |         |         |         |         |         |             |          |         |
| Gesamt            | 6                | 3                | 5                | 60               |                      |                      | 0/1                  |                      |                      | 3/4                  |                      | 30       | 106      | 28       | 2/9      | 1       |         |         | 2       |         |         |             |          | 1       |

### Adrián Bandera Fernández
- Nummer: 10
- Name auf dem Shorts: BANDERA
- Spielposition(en): linker Flügel
- Verein: Bm Málaga Los Olivos
- Geburtsdatum: 24. August 2001
- Größe: 1,76 Meter

| Gegner            | Punkte und Würfe | Punkte und Würfe | Punkte und Würfe | Punkte und Würfe | Versuche und Treffer | Versuche und Treffer | Versuche und Treffer | Versuche und Treffer | Versuche und Treffer | Versuche und Treffer | Versuche und Treffer | Torhüter | Torhüter | Torhüter | Torhüter | Strafen | Strafen | Strafen | Technik | Technik | Technik | Technik     | Technik  | Technik |
| Gegner            | Punkte           | Tore             | Würfe            | %                | 1-Pt All             | 1-Pt Spin            | Spin                 | In-flight            | Spec                 | Dir Goal             | Pen                  | Sav      | Shots    | %        | Sav Pen  | SUS     | D       | DR      | Ass     | Steal   | Block   | Rec 6m Foul | Pen Foul | TO      |
| ----------------- | ---------------- | ---------------- | ---------------- | ---------------- | -------------------- | -------------------- | -------------------- | -------------------- | -------------------- | -------------------- | -------------------- | -------- | -------- | -------- | -------- | ------- | ------- | ------- | ------- | ------- | ------- | ----------- | -------- | ------- |
| Thailand          | 6                | 3                | 3                | 100              |                      |                      | 3/3                  |                      |                      |                      |                      |          |          |          |          |         |         |         | 2       |         |         | 1           |          | 1       |
| Uruguay           | 6                | 3                | 4                | 75               |                      |                      | 3/4                  |                      |                      |                      |                      |          |          |          |          |         |         |         | 2       |         |         |             |          |         |
| Ungarn            | 4                | 2                | 3                | 67               |                      |                      | 2/3                  |                      |                      |                      |                      |          |          |          |          |         |         |         | 1       |         |         |             |          |         |
| Chinesisch Taipeh | 3                | 2                | 2                | 100              | 1/1                  |                      | 1/1                  |                      |                      |                      |                      |          |          |          |          |         |         |         | 3       |         |         |             |          |         |
| Venezuela         | 5                | 4                | 4                | 100              | 3/3                  |                      | 1/1                  |                      |                      |                      |                      |          |          |          |          |         |         |         |         |         |         |             |          | 1       |
| Kroatien          | 2                | 1                | 1                | 100              |                      |                      | 1/1                  |                      |                      |                      |                      |          |          |          |          |         |         |         |         |         |         |             |          | 1       |
| Argentinien       |                  |                  |                  |                  |                      |                      |                      |                      |                      |                      |                      |          |          |          |          |         |         |         |         |         |         |             |          | 1       |
| Portugal          | 6                | 3                | 4                | 75               | 0/1                  |                      | 3/3                  |                      |                      |                      |                      |          |          |          |          |         |         |         | 1       |         |         |             |          | 1       |
| Kroatien          | 2                | 1                | 2                | 50               |                      |                      | 1/2                  |                      |                      |                      |                      |          |          |          |          |         |         |         |         |         |         |             |          |         |
| Portugal          | 3                | 2                | 2                | 100              | 1/1                  |                      | 1/1                  |                      |                      |                      |                      |          |          |          |          |         |         |         |         |         |         |             |          |         |
| Gesamt            | 37               | 21               | 25               | 84               | 5/6                  |                      | 16/19                |                      |                      |                      |                      |          |          |          |          |         |         |         | 9       |         |         | 1           |          | 5       |

### Sergio Pérez Manzanares
- Nummer: 11
- Name auf dem Shorts: PEREZ
- Spielposition(en): Specialist
- Verein: SD Teucro, Pontevedra
- Geburtsdatum: 31. August 2000
- Größe: 1,80 Meter

| Gegner            | Punkte und Würfe | Punkte und Würfe | Punkte und Würfe | Punkte und Würfe | Versuche und Treffer | Versuche und Treffer | Versuche und Treffer | Versuche und Treffer | Versuche und Treffer | Versuche und Treffer | Versuche und Treffer | Torhüter | Torhüter | Torhüter | Torhüter | Strafen | Strafen | Strafen | Technik | Technik | Technik | Technik     | Technik  | Technik |
| Gegner            | Punkte           | Tore             | Würfe            | %                | 1-Pt All             | 1-Pt Spin            | Spin                 | In-flight            | Spec                 | Dir Goal             | Pen                  | Sav      | Shots    | %        | Sav Pen  | SUS     | D       | DR      | Ass     | Steal   | Block   | Rec 6m Foul | Pen Foul | TO      |
| ----------------- | ---------------- | ---------------- | ---------------- | ---------------- | -------------------- | -------------------- | -------------------- | -------------------- | -------------------- | -------------------- | -------------------- | -------- | -------- | -------- | -------- | ------- | ------- | ------- | ------- | ------- | ------- | ----------- | -------- | ------- |
| Thailand          | 8                | 4                | 6                | 67               |                      |                      | 2/2                  |                      | 2/4                  |                      |                      |          |          |          |          |         |         |         | 1       |         |         |             |          | 2       |
| Uruguay           | 16               | 8                | 9                | 89               |                      |                      |                      |                      | 8/9                  |                      |                      |          |          |          |          |         |         |         |         |         |         |             |          |         |
| Ungarn            | 12               | 6                | 8                | 75               |                      |                      | 1/1                  |                      | 5/7                  |                      |                      |          |          |          |          |         |         |         | 1       |         |         | 2           |          | 1       |
| Chinesisch Taipeh | 8                | 4                | 5                | 80               |                      |                      |                      |                      | 4/5                  |                      |                      |          |          |          |          |         |         |         | 1       |         |         |             |          | 3       |
| Venezuela         | 20               | 10               | 11               | 97               |                      |                      | 1/1                  |                      | 9/10                 |                      |                      |          |          |          |          |         |         |         |         |         |         |             |          |         |
| Kroatien          | 12               | 6                | 9                | 67               |                      |                      |                      |                      | 6/9                  |                      |                      |          |          |          |          |         |         |         | 1       |         |         | 1           |          | 2       |
| Argentinien       | 17               | 9                | 11               | 82               | 1/1                  |                      | 2/2                  |                      | 6/8                  |                      |                      | 0        | 1        | 0        |          |         |         |         | 1       |         |         |             |          | 1       |
| Portugal          | 9                | 5                | 7                | 71               | 1/1                  |                      |                      |                      | 4/6                  |                      |                      |          |          |          |          |         |         |         | 1       |         |         | 1           |          | 1       |
| Kroatien          | 7                | 4                | 7                | 57               | 1/1                  |                      |                      |                      | 3/6                  |                      |                      |          |          |          |          |         |         |         | 1       |         |         |             |          | 2       |
| Portugal          | 11               | 6                | 8                | 75               | 1/1                  |                      |                      |                      | 5/7                  |                      |                      |          |          |          |          |         |         |         | 2       |         |         |             | 2        |         |
| Gesamt            | 120              | 62               | 81               | 77               | 4/4                  |                      | 6/6                  |                      | 52/71                |                      |                      | 0        | 1        | 0        |          |         |         |         | 9       |         |         | 4           |          | 12      |

### Pedro Rodríguez Serrano
- Nummer: 12
- Name auf dem Shorts: RODRIGUEZ
- Spielposition(en): Torhüter
- Verein: Club de Balonmano San Sebastián de los Reyes
- Geburtsdatum: 1. Dezember 2000
- Größe: 1,81 Meter

| Gegner            | Punkte und Würfe | Punkte und Würfe | Punkte und Würfe | Punkte und Würfe | Versuche und Treffer | Versuche und Treffer | Versuche und Treffer | Versuche und Treffer | Versuche und Treffer | Versuche und Treffer | Versuche und Treffer | Torhüter | Torhüter | Torhüter | Torhüter | Strafen | Strafen | Strafen | Technik | Technik | Technik | Technik     | Technik  | Technik |
| Gegner            | Punkte           | Tore             | Würfe            | %                | 1-Pt All             | 1-Pt Spin            | Spin                 | In-flight            | Spec                 | Dir Goal             | Pen                  | Sav      | Shots    | %        | Sav Pen  | SUS     | D       | DR      | Ass     | Steal   | Block   | Rec 6m Foul | Pen Foul | TO      |
| ----------------- | ---------------- | ---------------- | ---------------- | ---------------- | -------------------- | -------------------- | -------------------- | -------------------- | -------------------- | -------------------- | -------------------- | -------- | -------- | -------- | -------- | ------- | ------- | ------- | ------- | ------- | ------- | ----------- | -------- | ------- |
| Thailand          |                  |                  |                  |                  |                      |                      |                      |                      |                      |                      |                      | 6        | 27       | 22       | 0/1      |         |         |         |         |         |         |             |          |         |
| Uruguay           | 0                | 0                | 1                | 0                |                      |                      |                      |                      |                      | 0/1                  |                      | 5        | 12       | 42       | 0/1      |         |         |         | 2       |         |         |             |          |         |
| Ungarn            |                  |                  |                  |                  |                      |                      |                      |                      |                      |                      |                      | 3        | 8        | 38       |          |         |         |         |         |         |         |             |          |         |
| Chinesisch Taipeh |                  |                  |                  |                  |                      |                      |                      |                      |                      |                      |                      |          |          |          |          |         |         |         |         |         |         |             |          |         |
| Venezuela         |                  |                  |                  |                  |                      |                      |                      |                      |                      |                      |                      | 2        | 3        | 67       |          |         |         |         |         |         |         |             |          |         |
| Kroatien          |                  |                  |                  |                  |                      |                      |                      |                      |                      |                      |                      | 8        | 18       | 44       | 1/3      |         |         |         |         |         |         |             |          |         |
| Argentinien       |                  |                  |                  |                  |                      |                      |                      |                      |                      |                      |                      | 2        | 11       | 18       |          |         |         |         |         |         |         |             |          |         |
| Portugal          |                  |                  |                  |                  |                      |                      |                      |                      |                      |                      |                      | 7        | 28       | 25       | 0/2      |         |         |         |         |         |         |             |          |         |
| Kroatien          |                  |                  |                  |                  |                      |                      |                      |                      |                      |                      |                      | 8        | 24       | 33       |          |         |         |         |         |         |         |             |          |         |
| Portugal          |                  |                  |                  |                  |                      |                      |                      |                      |                      |                      |                      | 8        | 24       | 33       | 0/3      |         |         |         |         |         |         |             |          |         |
| Gesamt            | 0                | 0                | 1                | 0                |                      |                      |                      |                      |                      |                      |                      | 49       | 155      | 32       | 1/10     |         |         |         | 2       |         |         |             |          |         |

## Legende
Punkte vor dem Schrägstrich bezeichnen immer die erfolgreichen Aktionen, bei Torabschlüssen die Treffer, bei Torhüteraktionen die Torverhinderungen. Die Zahl dahinter nennt die Zahl der Versuche, geglückte wie nicht geglückte.
Punkte und Würfe
- Punkte – erzielte Punkte
- Tore – erzielte Tore
- Würfe – Torwürfe
- % – Prozentzahl von Treffern bei Würfen
- 1-Pt All – alle normalen Torabschlüsse, die zu einem Punkt führen
- 1-Pt Spin – nicht gelungener Drehwurf, deshalb nur ein Punkt wert (auch schon einmal in den 1-Pt All enthalten)
- Spin – Sprungwurf mit Drehung um die eigene Achse, dafür gibt es zwei Punkte
- In-flight – Torabschluss im Flug („Kempa-Trick“), auch hier gibt es zwei Punkte für einen Treffer
- Spec – Tor durch einen Specialist, diese Tore bringen immer zwei Punkte
- Dir Goal – direkte Tore durch den Torhüter, da dieser per se Specialist ist, gibt es auch hier immer zwei Punkte
- Pen – Tore durch Strafwürfe

Torhüteraktionen
- Sav – Torverhinderungen
- Shots – Würfe auf das Tor
- % – Prozentualer Anteil der gehaltenen Würfe
- Sav Pen – gehaltene Strafwürfe

Strafen – Angegeben ist der jeweilige Zeitpunkt im Spiel, in dem die Strafe ausgesprochen wurde
- SUS – Zeitstrafen
- D – Spielstrafe (Disqualifikation für den Rest des Spiels)
- DR – Platzverweis (Disqualifikation mit Bericht)

Technische Statistiken
- Ass – Assists: direkte Vorlagen zu Treffern der eigenen Mannschaft
- Steal – Eroberung eines Balles von der angreifenden Mannschaft
- Block – erfolgreiche Verhinderung eines Torabschlusses
- Rec 6m Foul – gefoult worden, was zu einem Strafwurf (6m) führte
- Pen Foul – ein Foul begangen, was zu einem Strafwurf führte
- TO – Turnover: Ballverlust im Angriff an die verteidigende Mannschaft

## Einzelbelege
1. ↑  European Handball Federation - 2017 Men's Ech Beach Handball 17 / Match Details. Abgerufen am 4. September 2020 (englisch).
2. ↑  Ten European teams in action when beach handball makes Youth Olympic Games debut. Abgerufen am 4. September 2020 (englisch).
3. ↑  Spain and hosts Argentina capture Youth Olympics glory. Abgerufen am 4. September 2020 (englisch).